# Прва савезна лига Југославије у фудбалу 1957/58.

Прва савезна лига Југославије била је највиши ранг фудбалског такмичења у Југославији 1957/58. године. И тридесета сезона по реду у којој се организовало првенство Југославије у фудбалу. Шампион је постао Динамо из Загреба, освојивши своју трећу шампионску титулу. Како је у следећој сезони број тимова смањен са 14 на 12, ове сезоне су из лиге испала 4 тима: Сплит, суботички Спартак, ОФК Београд и Загреб.

## Учесници првенства
У фудбалском првенство Југославије у сезони 1957/58. је учествовало укупно 14 тимова, од којих су 6 са простора НР Србије, 4 из НР Хрватске, 2 из НР Босне и Херцеговине и по 1 из НР Црне Горе и из НР Македоније.
- Будућност, Титоград
- Вардар, Скопље
- Вележ, Мостар
- Војводина, Нови Сад
- Динамо, Загреб
- Жељезничар, Сарајево
- Загреб
- ОФК, Београд*
- Партизан, Београд
- Раднички, Београд
- Спартак, Суботица
- Сплит
- Хајдук, Сплит
- Црвена звезда, Београд

* Након ове сезоне, БСК Београд је променио име у ОФК Београд, како би се клуб приближио граду и стекао више навијача, нарочито међу млађом популацијом.

## Табела
| Место | Клуб          | мечева | победа | нерешених | пораза | дати голови | примљени голови | гол разлика | бодова |
| ----- | ------------- | ------ | ------ | --------- | ------ | ----------- | --------------- | ----------- | ------ |
| 1     | Динамо        | 26     | 15     | 7         | 4      | 53          | 33              | +20         | 37     |
| 2     | Партизан      | 26     | 13     | 7         | 6      | 46          | 33              | +13         | 33     |
| 3     | Раднички      | 26     | 11     | 6         | 9      | 50          | 38              | +12         | 28     |
| 4     | Црвена звезда | 26     | 10     | 8         | 8      | 45          | 38              | +7          | 28     |
| 5     | Војводина     | 26     | 12     | 3         | 11     | 55          | 32              | +23         | 27     |
| 6     | Вележ         | 26     | 11     | 4         | 11     | 40          | 42              | -2          | 26     |
| 7     | Вардар        | 26     | 10     | 6         | 10     | 30          | 44              | -14         | 26     |
| 8     | Жељезничар    | 26     | 9      | 7         | 10     | 47          | 44              | +3          | 25     |
| 9     | Хајдук        | 26     | 10     | 5         | 11     | 42          | 43              | -1          | 25     |
| 10    | Будућност     | 26     | 8      | 9         | 9      | 30          | 36              | -6          | 25     |
| 11    | Сплит         | 26     | 12     | 1         | 13     | 35          | 42              | -7          | 25     |
| 12    | Спартак       | 26     | 10     | 4         | 12     | 50          | 45              | +5          | 24     |
| 13    | ОФК           | 26     | 6      | 8         | 12     | 27          | 50              | -23         | 20     |
| 14    | Загреб        | 26     | 5      | 5         | 16     | 31          | 61              | -30         | 15     |
| -     | Ријека        | -      | -      | -         | -      | -           | -               | -           | -      |
| -     | Сарајево      | -      | -      | -         | -      | -           | -               | -           | -      |

Најбољи стрелац првенства је био Тодор Веселиновић (Војводина) са 19 голова.

## Освајач лиге
ДИНАМО (тренер:Густав Лехнер)
играчи (утакмица/голова):
- Ивица Баножић 18 (0 )
- Александар Бенко 12 (8 )
- Томислав Црнковић 25 (0 )
- Владимир Чонч 20 (4 )
- Емил Ферковић 5 (0 )
- Фрањо Гашперт - Гашо 22 (7 )
- Драго Хмелина 8 (1 )
- Ивица Хорват 26 (0 )
- Бернард Хугл 3 (0 )
- Гордан Ировић 24 (0 )
- Дражен Јерковић 22 (17 )
- Маријан Колонић 1(0 )
- Младен Кошчак 22 (0 )
- Лука Липошиновић 20 (8 )
- Жељко Матуш 20 (3 )
- Здравко Прелчец 4 (1 )
- Бранко Режек 24 (2 )
- Иван Шантек 8 (0 )
- Шикић ? (?).

| Првак Југославије у фудбалу 1957/58. |
| ------------------------------------ |
| Динамо 3. титула                     |